# Леон Сулима
Леон Сулима (пол. Leon Sulima; 22 березня 1926, Вежховиська-Другі — 10 квітня 2016, Варшава) — польський воєначальник часів ПНР, генерал бригади Польської народної армії. Обіймав різні командні та штабні посади. У період воєнного стану — комісар WRON у Краківському воєводстві.

## Військова служба
Народився у сільській родині. Середню освіту здобув під час німецької окупації. У 1944 році добровільно вступив рядовим до резервного артилерійського полку, дислокованого на Люблінщині у Влодаві. У 1945—1947 роках — курсант Офіцерської школи артилерії. У 1947 році Леон Сулима у званні підпорунчика — командир штабного взводу артилерійського полку в Ольштині.
У 1949—1951 роках — начальник штабу артилерійського дивізіону у Торуні. З 1951 до 1953 рік капітан Сулима — командир ракетно-артилерійського дивізіону під Ґубіним. З 1953 року — старший помічник начальника штабу Сілезького військового округу. Після навчання на вищих артилерійських курсах Академії генштабу у 1958 році підполковника Сулиму призначено в Артилерійський штаб Польської народної армії (LWP).
У 1963 році закінчив Військову артилерійську командну академію у Ленінграді. Продовжував службу в артилерії LWP. У 1968 року отримав звання полковника. У 1969—1971 роках навчався у Москві у Військовій академії імені Ворошилова. Повернувшись до ПНР, направлено до Бидгоща на посаду заступника командувача ракетних військ й артилерії Поморського військового округу.
У 1973 році полковник Сулима отримав призначення командувачем 2-ї Поморської артилерійської бригади у Хощно. На озброєнні бригади були радянські ракетні комплекси R-170 і R-300, навчальні стрільби проводилися у СРСР, передбачалося постачання з радянських складів ядерних і хімічних боєголовок. У 1974—1976 роках Сулима — начальник розвідки штабу ракетних військ й артилерії у Варшаві. У 1976 році призначено начальником Топографічної служби Генштабу LWP. З 1978 року — генерал бригади.

## Краківський комісар
Леон Сулима перебував в урядущій компартії ПОРП. Партійних посад він не обіймав, але цілком поділяв характерні для генералітету ПНР позиції «партійного бетону». Був прихильником жорсткого політичного курсу, вороже ставився до профспілки «Солідарність», рішуче підтримав запровадження воєнного стану 13 грудня 1981 року. Військова рада національного порятунку (WRON) генерала Ярузельського розсилала військових комісарів у регіони, на підприємства та установи. Комісари наділялися надзвичайною владою, яка перевершувала партійну. Генерал Сулима отримав направлення комісаром WRON у Краківське воєводство.
Вранці 13 грудня Сулима з'явився у будівлі Краківського комітету ПОРП. Він повідомив воєводському першому секретарю Кристину Домброву, іншим керівникам партійного комітету та регіональної адміністрації про свої повноваження військового комісара та представника Комітету національної оборони. Президенту (меру) Кракова Тадеушу Сальве Сулима наказав підготувати приміщення для військової канцелярії, житло та харчування для офіцерів комісарської почти. У комітеті Домброви, який вважався «ліберальним», запанував похмурий настрій. Секретар з пропаганди Ян Бронек згадував, що функціонери очікували на розпуск ПОРП.
Генерал Сулима був одним з керівників придушення протестів краківської «Солідарності». Від його імені висувався ультиматум страйкарям- металургам Нова-Хути. Підлеглі йому військові частини брали участь у розгоні вуличних демонстрацій. Тільки їхнє втручання дозволило розігнати вуличні демонстрації після вбивства Богдана Влосика (міліція полковника Тшибінського та держбезпека полковника Дзяловського не змогли впоратися з цим завданням). Управління регіоном здійснювалось через Воєводський комітет оборони (WKO). Формально головою WKO був новий партійний секретар Юзеф Гаєвич, реально керували Сулима та Тшибінський.

## Останні роки
Після скасування воєнного стану у 1983 році генерал Сулима продовжив службу у Варшаві. Обіймав посаду заступника начальника секретаріату Комітету національної оборони (начальником секретаріату був генерал Тучапський, один із найближчих сподвижників Ярузельського). Залишався на цій посаді до листопада 1990 року. У відставку вийшов після перемоги «Солідарності».
Жив у Варшаві на пенсії. Був одружений, мав двох синів. Похований на цвинтарі Військові Повонзки разом з дружиною Ядвігою.